# Xoops
 (décembre 2017).
Si vous disposez d'ouvrages ou d'articles de référence ou si vous connaissez des sites web de qualité traitant du thème abordé ici, merci de compléter l'article en donnant les références utiles à sa vérifiabilité et en les liant à la section « Notes et références ».
Xoops (pour eXtensible Object Oriented Portal System) est un système de gestion de contenu (CMS), logiciel libre destiné à la création de sites web dynamiques en intranet ou extranet, écrits en PHP et communiquant avec une base de données MySQL ou PostgreSQL.
Le logiciel est conçu en approche orientée objet (d'où son nom). Ce système permet de gérer une communauté comprenant des milliers d'utilisateurs.

## Fonctionnement
L'administration du site peut se faire sans outils particuliers et peut être partagée entre différents administrateurs. Il est possible de créer un site en assemblant les multiples modules disponibles et en appliquant les différents thèmes graphiques créés par la communauté Xoops.
Schématiquement, on peut découper le système Xoops en trois parties :
- le système : permet la gestion du cœur de Xoops, des préférences générales, des utilisateurs, l'activation des modules et des thèmes graphiques, la gestion des blocs (des petits menus paramétrables) ;
- les modules : construits par des développeurs, ils ajoutent les fonctionnalités nécessaires à l'utilisation du site comme un forum de discussions, des pages statiques ou dynamiques, un système de nouvelles, l'intégration de blogs, etc. ;
- les thèmes : ils constituent l'aspect visuel de Xoops, il en existe toutes sortes, ils sont créés par la communauté Xoops. Les gabarits des thèmes utilisent les variables Smarty.

## Gestion des droits utilisateurs
Xoops permet une gestion avancée des droits des utilisateurs du site. Il est possible de créer plusieurs catégories d'utilisateurs ayant chacune des droits différents ou complémentaires.

## Mise en service
Avec une bonne expérience de l'utilisation du système et à condition d'avoir établi précisément les objectifs, on peut créer un site internet en quelques dizaines de minutes, téléchargement compris. Cependant l'acquisition de la compétence technique minimale du système pour effectuer le développement d'un site, demande un investissement important et de bonnes bases en informatique. Heureusement, cet investissement ne sera en revanche aucunement requis des contributeurs et des responsables des contenus. C'est tout l'intérêt d'un CMS !

## Compatibilité
Xoops 2.5.7 est compatible avec les versions 5.3.7, 5.4.x et 5.5.x de PHP. Elle contient un tout nouveau thème, xBootstrap, basé sur Bootstrap.
Xoops 2.5.6 est compatible avec les versions 5.3.x et 5.4.x de PHP. Pour une utilisation sous PHP 5.2, il est recommandé d'utiliser Xoops 2.5.5. De plus en plus de grands sites se laissent tenter par Xoops, premièrement pour sa prise en main très simple, et sa personnalisation qui, avec un minimum de connaissances en HTML, peut être aisée. Effectivement, Xoops a créé un système de gabarits (en anglais templates) accessible à tous, qui permet aux plus novices de modeler leur portail Xoops de la manière qu'ils désirent… Xoops a aussi développé son propre système de forum, Newbb qui remplit très bien sa tâche. D'autres modules de forums plus standards sont fournis, comme phpBB, ou encore la dernière version gratuite de Invision Power Board forum.
Depuis la version 2.0.14, XOOPS peut s'authentifier sur des annuaires d'entreprise LDAP, Active Directory, Lotus Notes, etc.  Cette authentification est associée à un mécanisme d'installation de comptes utilisateurs (provisioning en anglais) qui permet de synchroniser la base de données des utilisateurs XOOPS avec l'annuaire d'entreprise en maintenant la cohérence avec le référentiel des identités.

## Communauté Xoops
Dans le but de promouvoir l'utilisation open source et le développement du système de gestion de contenu XOOPS, dans les limites établies par la licence publique générale GNU telles que définies par la Free Software Foundation, une fondation à but non lucratif établie aux Pays-Bas a été fondée en mars 2005. 
Il existe de par le monde plus d’une vingtaine de sites d’assistance officielle dont la Chine et le Japon. Les langages multi-octets comme le chinois traditionnel ou le coréen sont pleinement pris en charge.

## Versions
Les développeurs du noyau sont très actifs et rendent régulièrement disponibles les correctifs. Une évolution majeure est livrée tous les 3 à 6 mois environ. Cette communauté de développeurs est structurée en mode projet et elle bénéficie d’une organisation de développements similaire aux plus grands éditeurs propriétaires.

### Actuelle
La version courante est XOOPS 2.5.10 (publiée le 19 avril 2019),.
Les principaux apports sont : 
- Compatibilité PHP 7.3
- Compatibilité MySQL 8.0
- amélioration du XMF pour les auteurs de modules
- Mises à jour de sécurité
- Mise à jour des bibliothèques

Il est nécessaire d'utiliser PHP 5.3.9 ou supérieur, PHP 7.1 ou supérieur est recommandé.

### En développement
La prochaine version de Xoops est la version 2.6 qui est actuellement[Quand ?] en phase de développement.